# Wings 3D
Wings 3D es un programa de modelado 3D libre inspirado en otros programas similares, como Nendo y Mirai, ambos de Izware.
Está disponible para la mayoría de plataformas, incluyendo Windows, Linux y Mac, utilizando el entorno de Erlang.
Está diseñado para modelar y texturizar elementos formado con un número de polígonos menor. Cuando se compara con otros programas de 3D (como puede ser Blender) se observan las diferencias existentes sobre todo en la interfaz gráfica de usuario, la cual aporta una mayor flexibilidad a cambio de ciertas limitaciones en algunas áreas. Por ejemplo, Wings 3D no puede manejar animaciones, sólo trae un renderizador de OpenGL (a partir de la versión 1.0 ya no incluye el renderizador OpenGL), y muchas opciones pueden llegar a desactivarse si el elemento poligonal es demasiado complejo.
Sin embargo, Wings 3D es de muy fácil manejo y un sistema de iconos muy intuitivo. Aun careciendo de un potente renderizador, Wings 3D puede combinarse con otros programas como POV-Ray, YafRay o Kerkythea para realizar imágenes de alta calidad.

### Wiki links
- Wings 3D Manual (en inglés)
- Wings 3D en Secondlife Modelado de Sculpted Prims (en inglés)

- Datos: Q617006
- Multimedia: Wings 3D / Q617006

Warning have you don't know your password and email you're supposed to go to 2D or something else like games or videos okay guys? 